# Jacques Chirac
Jacques René Chirac  [ʒak ʀəˈne ʃiˈʀak] (29. listopadu 1932 Paříž – 26. září 2019 Paříž) byl francouzský politik. Byl zvolen do funkce francouzského prezidenta v letech 1995 a 2002. Svůj poslední mandát 22. prezidenta Francouzské republiky ukončil 16. května 2007.

## Biografie

### Politická kariéra
- 1950 – bojovník za mír v hnutí blízkém Francouzské komunistické straně.
- 1962 – spolupracovník Georgese Pompidoua.
- 1967 – zvolen poslancem za Corrèze, začíná rovněž svou ministerskou kariéru.
- 1969 – státní sekretář odpovědný za otázky zaměstnanosti ve vládě Georgese Pompidoua.
- 1972 – ministr zemědělství ve vládě Pierra Messmera
- 1974 – tehdejší prezident Valéry Giscard d'Estaing jmenuje Chiraca premiérem.
- 1976 – podává demisi a je nahrazen Raymondem Barrem, zakládá RPR.
- 1977 – zvolen starostou Paříže; zůstane jím až do roku 1995 (znovuzvolen v letech 1983 a 1989).
- 1978 – 6. prosince vyslovuje takzvanou Cochinskou výzvu (Cochin je nemocnice, kde byl hospitalizován po autonehodě). Prohlašuje: „Připravuje se převzetí Francie pod cizí moc, připravuje se myšlenka jejího úpadku“ a označuje UDF jako „cizineckou stranu“.
- 1986 – vítězství RPR a UDF v parlamentních volbách. Stává se premiérem první kohabitace s prezidentem Françoisem Mitterrandem (až do roku 1988).
- Počátek 90. let – Chiracovo jméno pravidelně spojováno s osmi soudními aférami ohledně Pařížské radnice. Většina z těchto afér byla klasifikována nebo zařazena jako nesouvislá, aniž by kdy byla vyšetřována. Po dobu jeho prezidentské funkce byl prozatímně mimo možnost dalšího vyšetřování či obžaloby.
- 1995 – v lidovém hlasování zvolen prezidentem Francouzské republiky. Nástup do funkce 17. května 1995.
- 1997 – nechal rozpustit Národní shromáždění, avšak s nečekaným výsledkem: levice vyhrála volby, Chirac byl nucen k další kohabitaci; jmenuje Lionela Jospina (PS) premiérem (zůstane jím do roku 2002).
- 2002 – Jacques Chirac je přítomen na Summitu Země v Johannesburgu od 26. srpna do 4. září. Je doprovázen reprezentanty několika francouzských společností a zástupci nevládních organizací. K jeho slavným výrokům na summitu patří: „Náš dům hoří a my hledíme jinam.“
- 2004 – Jacques Chirac oznamuje, že by projekt ratifikace evropské ústavy měl být podroben referendu. Projekt byl v roce 2005 odmítnut 54 % procenty hlasů, což Chirac komentoval jako znepokojující.

Obviněný ze zpronevěry, jíž se dopustil tím, že jako starosta Paříže zaměstnával osoby pracující pro jeho politickou stranu RPR, stanul 7. března 2011 před pařížským soudem. Proces skončil 15. prosince 2011 Chiracovým odsouzením na dva roky. Od výkonu trestu však bylo, s přihlédnutím k věku, zdravotnímu stavu a s respektem k bývalé hlavě státu upuštěno.

### Prezidentské volby
- 1981 – vyřazen v prvním kole
- 1988 – poražen v druhém kole stávajícím prezidentem Françoisem Mitterrandem
- 1995 – ve druhém kole zvítězil nad kandidátem levice Lionelem Jospinem
- 2002 – ve druhém kole zvítězil nad kandidátem extrémní pravice Jean-Marie Le Penem.
- 2007 – očekávaně, nicméně na poslední chvíli, oznámil, že se těchto prezidentských voleb nebude účastnit (francouzská ústava nezakazovala do ústavní reformy v roce 2008 třetí po sobě jdoucí mandát)

## Kontroverze
Na pozvání Saddáma Husajna (tehdejšího vicepresidenta Iráku, de facto diktátora), odjel Chirac v roce 1975 do Bagdádu na oficiální návštěvu. Tehdy Saddám schválil dohodu, která udělila francouzským ropným společnostem řadu výhod a třiadvacetiprocentní podíl na irácké ropě. V rámci této dohody Francie prodala Iráku jaderný reaktor Osirak, určený k testování jaderných materiálů. Izrael považoval reaktor za vážnou bezpečnostní hrozbu, proto Izraelské vojenské letectvo provedlo 7. června 1981 preemptivní úder na dokončené, ale nezprovozněné jaderné zařízení. Tím rozhněvalo francouzské oficiální kruhy a vzbudilo nevoli Rady bezpečnosti OSN.